# Mesosemia isshia
Mesosemia isshia is een vlindersoort uit de familie van de prachtvlinders (Riodinidae), onderfamilie Riodininae.
Mesosemia isshia werd in 1869 beschreven door Butler.